# نيفيل ولز
نيفيل ولز هو مغني كندي، ولد في 1940.

## وصلات خارجية
- نيفيل ولز على موقع ميوزك برينز (الإنجليزية)
- نيفيل ولز على موقع ديسكوغز (الإنجليزية)